# David Fries

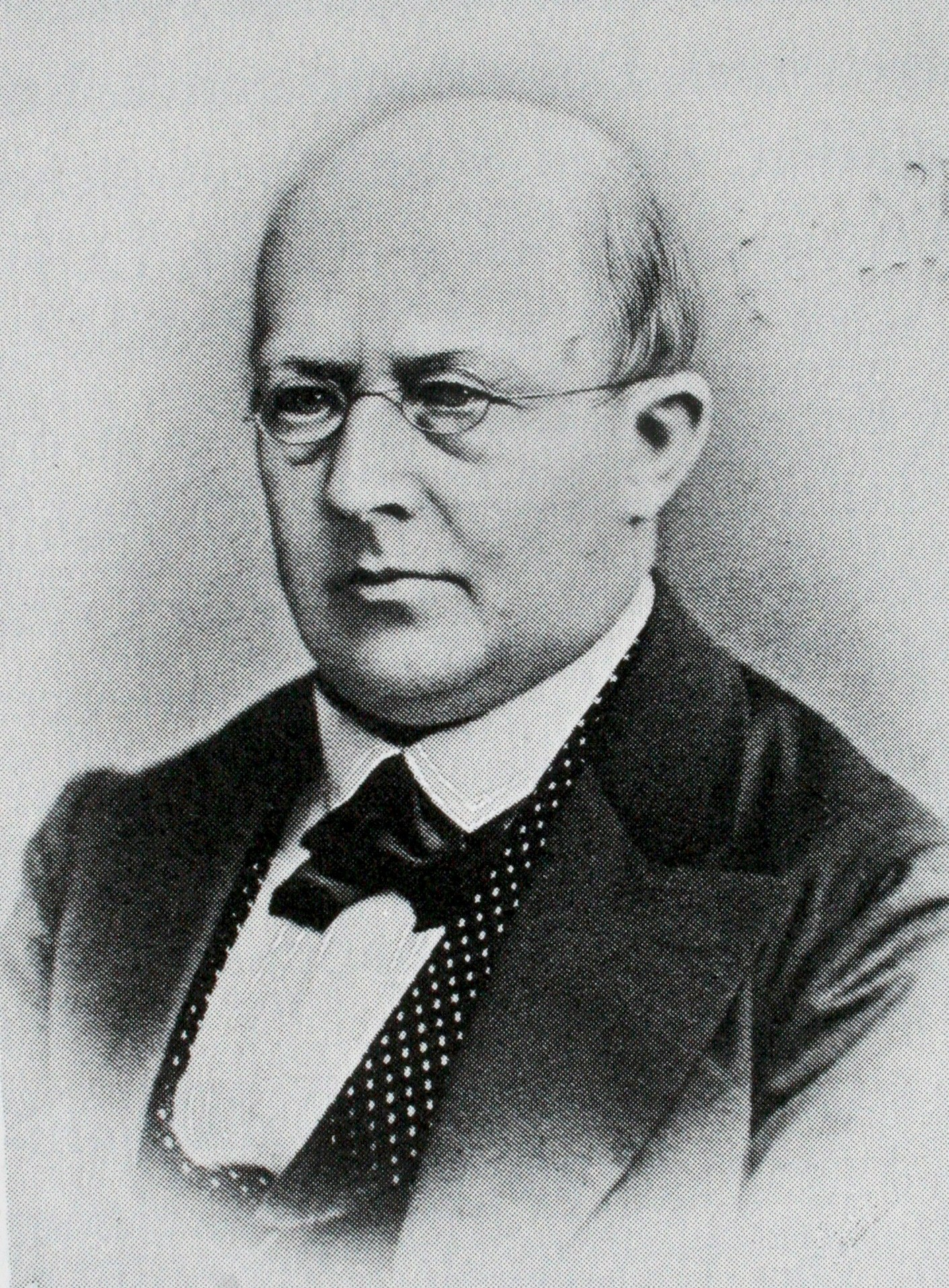
David Fries

David Fries (* 8. September 1818 in Zürich; † 5. August 1875 in Küsnacht) war ein Schweizer evangelischer Geistlicher und Politiker.

## Leben
David Fries war der Sohn des Goldschmieds David Konrad Fries und dessen Ehefrau Dorothea (geb. Zimmermann).
Er begann 1838 ein Theologie- und Philosophiestudium an der Universität Zürich und setzte dieses von 1841 bis 1843 an der Universität Berlin fort. 1844 bestand er sein Examen in Zürich.
1843 erhielt er sein Vikariat in Otelfingen und wurde Turnlehrer an der Kantonsschule Zürich, dem 1846 seine dortige, sowie an der Industrieschule, Ernennung zum Lehrer der Philosophie folgte.
1848 wurde er Diakon an der Kirche St. Peter in Zürich.
In den darauffolgenden Jahren war er von 1848 bis 1851 Privatdozent für Bibelwissenschaften an der Universität Zürich, von 1848 bis 1856 Erziehungsrat und von 1858 bis 1874 Kantonsrat, hierbei lehnte er 1861 seine Wahl in den Regierungsrat ab; 1851 erfolgte seine Wahl zum Präsidenten der Schulsynode.
Am 16. August 1856 setzte er sich gegen den radikaldemokratischen Kandidaten der Lehrerschaft durch und wurde vom Erziehungsrat als Direktor des Seminars Küsnacht gewählt. 1857 trat er sein Amt an, dass er, als liberaler Theologe politisch zwischen konservativ-kirchlichen Kreisen und demokratischen Lehrern isoliert, unter ständigen Konflikten, bis zu seinem Tod führte. 
Von 1845 bis 1850 war er, gemeinsam mit Alois Emanuel Biedermann, mit dem er in Berlin studiert hatte und mit dem er auch im Kräuel, einem Turnplatz des Zofingervereins an der Sihl, turnte, Herausgeber der liberal-theologischen, junghegelschen Zeitschrift Die Kirche der Gegenwart.
David Fries war seit 1857 mit Elisabetha (geb. Steiner) verheiratet; gemeinsam hatten sie fünf Kinder.
Er pflegte eine Freundschaft sowie einen intensiven Schriftverkehr mit Alfred Escher.

## Mitgliedschaften
- David Fries war von 1836 bis 1841 Mitglied des Schweizerischen Zofingervereins (Sektion Zürich).
- Er war Mitglied der Akademischen Mittwochsgesellschaft und seit 1867 der kantonalen Schweizerischen Gemeinnützigen Gesellschaft, deren Präsident er später wurde.

## Schriften (Auswahl)
- Eine Christengemeinde unter den Hellenen. Zürich Höhr 1853.
- Der Sprachunterricht der zürcherischen Elementarschule nach dem alten und dem neuen Lehrplan. Zürich: Meyer und Zeller, 1863.
- Kommissional-Bericht an die Gemeinnützige Gesellschaft des Bezirkes Meilen über die Handwerks- und Gewerbsschulen. Stäfa: Gull, 1864.
- Beleuchtung der Berichterstattung der vier Seminarlehrer über die Verhältnisse am Seminar Küsnacht. Winterthur: Bleuler-Hausheer, 1865.